# Klisura (Doljevac)
Pour les articles homonymes, voir Klisura.
Klisura (en serbe cyrillique : Клисура) est un village de Serbie situé dans la municipalité de Doljevac, district de Nišava. Au recensement de 2011, il comptait 146 habitants.

## Démographie
| 1948 | 1953 | 1961 | 1971 | 1981 | 1991 | 2002 | 2011 |
| ---- | ---- | ---- | ---- | ---- | ---- | ---- | ---- |
| 202  | 221  | 242  | 237  | 223  | 215  | 184  | 146  |

|  |